# Olof Lagercrantz
Olof Gustaf Hugo Lagercrantz (Stoccolma, 10 marzo 1911 – Stoccolma, 23 giugno 2002) è stato uno scrittore, biografo e critico letterario svedese vincitore del Nordic Council's Literature Prize nel 1965 assieme a William Heinesen e esponente di spicco della Letteratura svedese post-bellica, e anche giornalista e pubblicista.

## Biografia
Figlio del direttore di banca Carl Lagercrantz e della contessa Agnes Hamilton, la sua famiglia annovera diversi personaggi di cultura: la moglie, Martina Ruin (nata nel 1921), sposata nel 1939, era la zia del professore di Letteratura Hans Ruin e di Karin Sievers, i loro figli Marika e David Lagercrantz rispettivamente un'attrice e uno scrittore, sua sorella Lis, scrittrice anch'essa, curatrice e produttrice per la Sveriges Radio. Sin da giovane dimostrò un vivace interesse per la Letteratura, in particolare per le biografie, uno dei suoi generi prediletti, nel quale, tra l'altro, si è saputo esprimere forse meglio. La sua biografia meglio riuscita è, forse, quella dello scrittore connazionale August Strindberg, scritta nel 1979, e di un certo peso è anche il necrologio dell'amico Gunnar Ekelöf.
Come critico letterario, seppe guadagnarsi la fama nazionale e una certa notorietà anche a livello europeo, occupandosi, oltre che delle biografie, anche dello studio critico di poeti e scrittori, tra i quali il contemporaneo Stig Dagerman, duramente criticato da un altro principe della critica, Beppe Wolgers. Collaborò, allo stesso tempo, con il giornale di Stoccolma Dagens Nyheter, del quale fu redattore dal 1951 al 1960. La sua influenza fu cruciale in quel delicato periodo storico e letterario, tanto da arrivare a redigere un elenco delle emozioni e dei comportamenti che lui stesso riteneva sbagliati, pur essendo un convinto radicale; tuttavia, la sua fama si affievolì in seguito ad alcune pubblicazioni, scritte dopo viaggi in Unione Sovietica e Cina, baluardi del Comunismo internazionale, contenenti riflessioni e critiche ai sistemi sovietico e cinese.
Ha scritto anche due autobiografie: Min första krets, la prima in ordine cronologico, nel 1982 e Ett år på sextiotalet, concentrata sul suo lavoro nel mondo del giornalismo, nel 1990. Oltre ad occuparsi degli autori connazionali - tra i quali ci sono, inoltre, da citare Emanuel Swedenborg, Erik Axel Karlfeldt e Lars Ahlin -, inoltre, scrisse anche opere su Marcel Proust, Virgilio, Joseph Conrad, James Joyce, Dante e Nelly Sachs.